# Jean Lengo Dia-Ndinga
Jean Lengo Dia-Ndinga, né le 29 septembre 1954 à Kinshasa, est un homme d'affaires congolais.
Président-directeur général du conglomérat industriel Groupe Ledya (auparavant Établissement Ledya & fils en 1972) qu'il a créé juridiquement en 1985, il est également propriétaire des sociétés Lerexcom Petroleum, Lerexcom Mining, CMT, SOGECAR (carrière de moellons), Ledya Socorep, Surestream RDC, LOG DS, LOG EP, SAF Energie, AIDEL, SOCOPPE, MGT, TICOM, Simobile, Ledya Hotels, Leditac Color.
Aujourd’hui, ses activités sont également dans le transport, le commerce de produits de consommation, l’hôtellerie, la fonderie, l’exploitation forestière, l’agriculture, et l'exploitation pétrolière et minière (cuivre, cobalt).
Il est classé en 2010 par Jeune Afrique comme le numéro un de l’industrie en République démocratique du Congo et parmi les cinquante congolais les plus influents du pays.
Jean Lengo Dia-Ndinga a été primé le 22 septembre 2023, à New-York par le Média Forbes "Meilleur entrepreneur africain de l'année 2023".

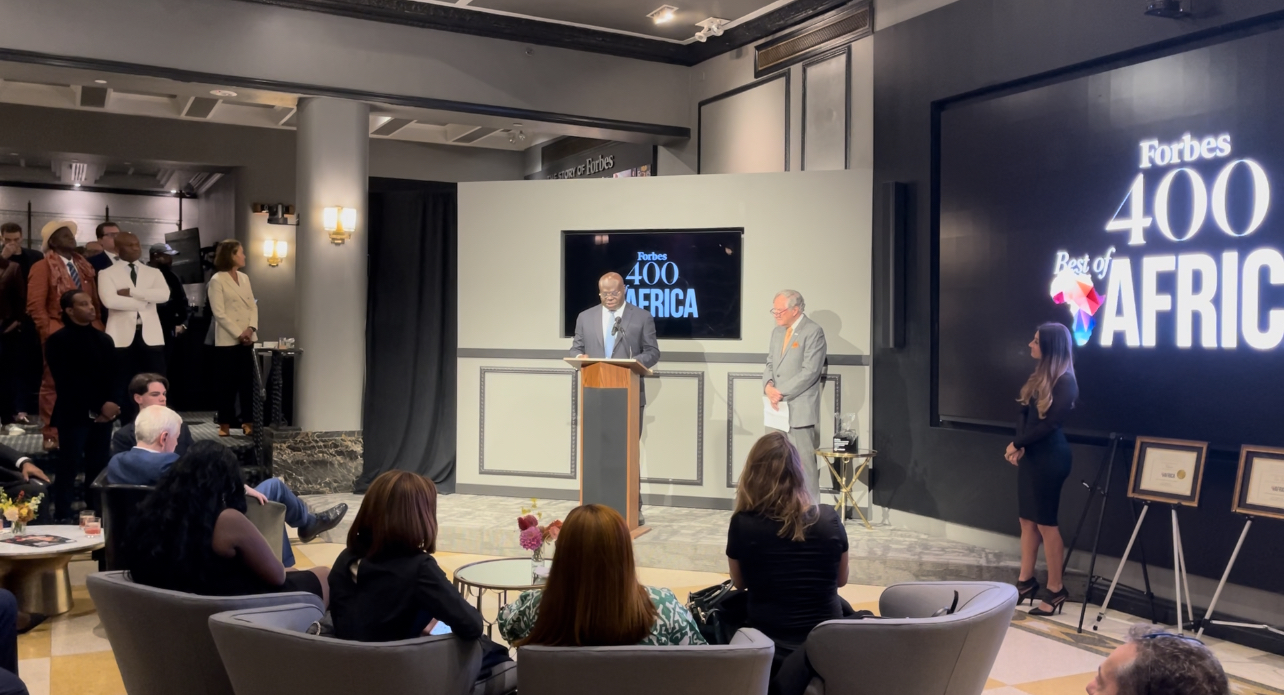
Jean Lengo Dia-Ndinga, Fondateur et Président du Groupe Ledya, primé "Meilleur entrepreneur africain de l'année 2023' par le média américain Forbes - le 22 septembre à New-York.

## Biographie

### Origines
Jean Lengo Dia-Ndinga naît à Kinshasa le 29 septembre 1954 et grandit au Kongo Central (ex-Bas-Congo). Il est issu d’une famille très modeste.

### Formation
Jean Lengo Dia-Ndinga a effectué ses études secondaires au lycée de Kinshasa (RDC). Jean Lengo Dia-Ndinga est un self-made man,,.

### Carrière
Jean Lengo a débuté le commerce en 1966. À l'âge de 12 ans, déjà commercial dans l'âme, au collège à l'heure des récréations, il revendait à crédit des boîtes de sardines à ses camarades.
Jean Lengo Dia-Ndinga commence ses activités dans le domaine de l'import-export en 1970. À 16 ans, il effectue régulièrement la traversée Kinshasa-Brazzaville d'où il rapporte en grande quantité des produits cosmétiques (laits de beauté, savon, crème, poudre). Les bénéfices perçus sont immédiatement réinjectés dans d'autres créations d'entreprises.
En 1978, il connaîtra l'essor de ses activités commerciales comme approvisionneur des supermarchés de Kinshasa par l'importation d'articles en plastique et de matériel électroménager.
En 1985, Lengo opère une première formalisation en établissant la Maison Ledya, Ledya étant la contraction des premières syllabes, deux premiers composants du nom de Jean Lengo, c'est-à-dire Lengo et Dia. Il étend ses activités avec l'importation de produits alimentaires et le transport routier en développant sa propre chaîne de froid avec 10 véhicules à son commencement pour atteindre plus tard un parc automobile riche de 80 camions. Une manière de rester compétitif. Ainsi, il se lance dans le commerce international entre Kinshasa et l'Europe, notamment dans les villes de Belgique et de Hollande.
À cette époque, les éléments ordinaires de la vie courante comme le papier toilette ne se trouvent pas facilement dans les supermarchés de Kinshasa. Jean Lengo Dia-Ndinga décide d'aller s'approvisionner depuis la Belgique auprès de commerçants spécialisés dans la vente de produits d'entretien et d'hygiène. Les vendeurs belges offrent à Lengo de racheter tous les produits hygiéniques invendus à un prix dérisoire. C'est ainsi que Jean Lengo importera le papier hygiénique des marques Scottex et Domex Longo en République démocratique du Congo.
En 1991, il transporte des marchandises telles que le papier toilette mais aussi des vivres frais, congelés comme le poissons surgelés de Namibie ou encore la viande de Belgique. Ainsi, il profite des marges des produits de grande consommation entre les différentes capitales. Là, il devient un importateur national reconnu et respecté.
En 1992, il s'attaque à l'importation des matériaux de construction et implante deux boulangeries. C'est cette année-là qu'il a créé l'Agence internationale pour le dédouanement et le leasing (AIDEL), une manière de réduire les coûts.
Fin des années 90, début 2000, Jean Lengo diversifie ses activités. Il développe l'agrobusiness pour lutter contre la famine, la pauvreté et développer l'autosuffisance alimentaire. Pour ce faire, il crée la société de construction et de Génie civil CONST-SOCO sprl. Et pour gérer son patrimoine immobilier, il crée la Société de Gestion Immobilière (SIMOBILE), le transport fluvial, l'immobilier, les BTP, l'exploitation forestière et l'hôtellerie. Deux hôtels voient le jour, l’un à Matadi qui s'appelle Ledya Hôtel Matadi et l’autre à Kinshasa qui s'appelle le Pyramide Hôtel ,.
En 2004, Jean Lengo s'intéresse aux concessions minières, c'est-à-dire aux titres miniers qui donnent à son détenteur le droit exclusif d'exploiter les substances minérales découvertes sur un terrain. Ils poursuivent leur recherche jusqu'en 2016 en partenariat avec SRK Consulting et l'ambition est de poursuivre les recherches.
En 2005, il acquiert une carrière de moellons à Kinshasa, sur l'île des Mimosa et devient le principal fournisseur des matériaux de grosses constructions.
Le groupe Ledya détenait en 2007 une usine de production des barres d'acier, des fers plats et des cornières. La fonderie était située sur la 14e rue Limete (Kinshasa). Elle est à présent fermée mais le groupe Ledya loue ses installations à une entreprise chinoise.
En 2016, le businessman congolais qui exploite déjà du cuivre via sa branche minière Lerexcom Mining, exploite dorénavant du cobalt près de Kolwezi, et développe en 2018 un second gisement dont les cours explosent.
La même année, Jean Lengo-Dia-Dinga construit un port privé à Matadi dénommé « Matadi Gateway Terminal » dans lequel il s’associe avec le groupe philippin ICTSI. Les bateaux accostent sur le nouveau port privé.

### Cercles de pouvoir
L’homme d’affaires Jean Lengo Dia-Ndinga se tient depuis le début de sa carrière à respectueuse distance de la politique.
En décembre 2005, la Gécamines signe une trentaine de partenariats dont le groupe Ledya fait partie. Il acquiert la mine de Tondo et crée la compagnie minière de Tondo, CMT. À travers son entreprise Lerexcom Mining, Jean Lengo Dia-Ndinga devient célèbre. Désormais, il parle cuivre, cobalt, manganèse, phosphate avec les CEO canadiens, suisses, australiens, kazakhs qui se sont, eux aussi, rués dans le Katanga.
Plus tard, Jean Lengo Dia-Ndinga s’engage dans le projet de produire de l’électricité et d’ériger une ligne entre Inga et Cabinda. À Kinshasa, Brazzaville et Luanda, le nom de Ledya circule dans les cercles du pouvoir.
En avril 2022, la délégation de la société Surestream RDC du Groupe Ledya accompagnait parmi d'autres sociétés, le ministre des Hydrocarbures de RDC, Didier Budimbu dans un voyage officiel ayant pour but d'attirer les investisseurs pour les prochains appels d'offres pour l'exploitation des blocs pétroliers et gaziers de la RDC,.

## Vie privée
Il est marié et père de famille. Jean Lengo Dia-Ndinga travaille avec ses fils, Glend Makabi, (actuel vice-président du Groupe Ledya), et ses enfants. En 1972, il regroupe toutes ses activités sous le nom commercial de : Ledya et fils.

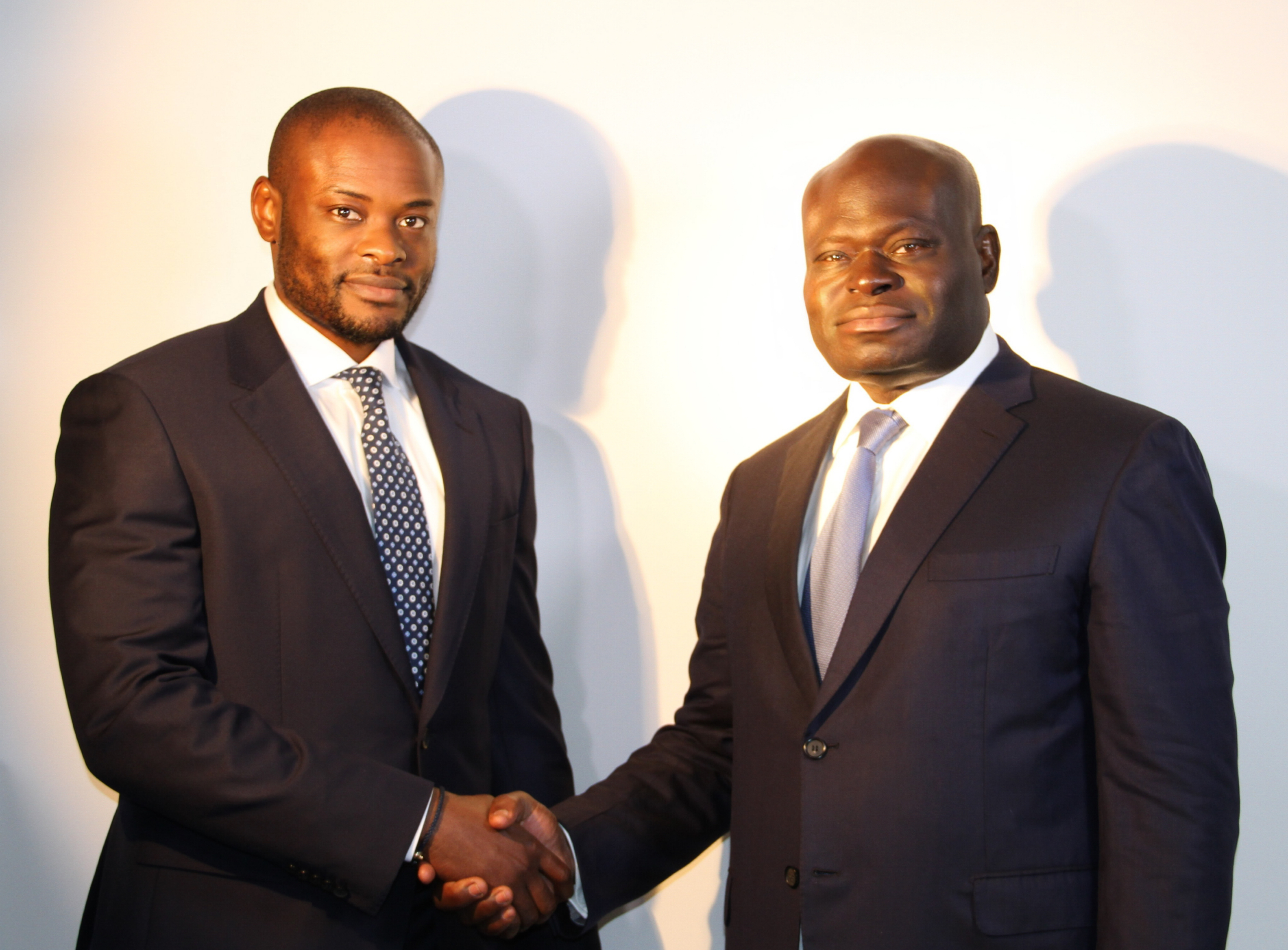
Le Président et le Vice-Président du Groupe Ledya, M. Jean Lengo Dia Ndinga et son fils, M. Glend Makabi